# Platja dels Balmins
La platja dels Balmins és una platja urbana del municipi de Sitges (Garraf) situada davant del cementiri de Sitges. Limita a ponent amb el penya-segat de la Punta de les Mabres i a llevant amb l'escullera del Port d'Aiguadolç, que la separa de la platja d'Aiguadolç. Esta rodejada per penya-segats rocosos que divideixen la platja en tres sectors: el Balmi Gran, el Balmí MItjà i el Balmí Xic. Aquestes roques tenen nombroses balmes, que donen nom a la platja. Orientada al sud-sud-est, té una longitud total de 233 metres i una amplada mitjana de 27 metres, formada per sorra fina i daurada, amb un pendent d'entrada a l'aigua suau. La zona més allunyada del port és nudista. Hi ha un bar i un restaurant. Disposa de salvament i socorrisme, lloguer de para-sols i hamaques, servei de massatges, i està adaptada per a persones amb mobilitat reduïda.
Està guardonada amb la Bandera Blava, que reconeix internacionalment la qualitat de l'aigua i serveis. L'Agència Catalana de l'Aigua efectua un control setmanal de la qualitat de l'aigua, durant la temporada de bany, amb el resultat d'excel·lent. La platja de Balmins està adherida a la destinació Costa de Barcelona, certificada per Biosphere des del 2017.